# St John's Gardens

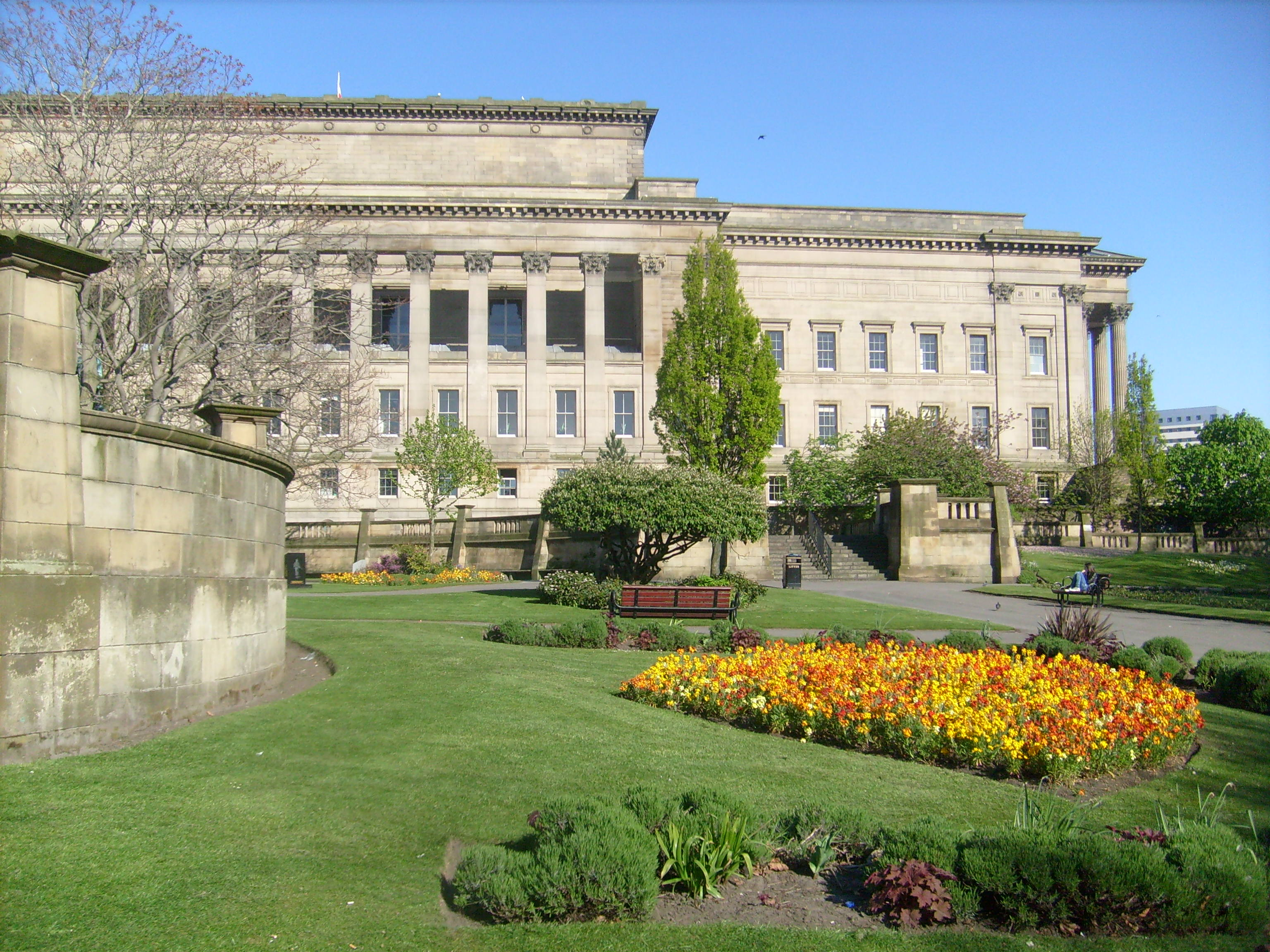
St John`s gardens

St John's Gardens es un parque en Liverpool, Inglaterra, al oeste de St George's Hall. Los jardines forman parte de la zona de conservación de William Brown Street, y constituyen uno de los dos parques del Patrimonio de la Humanidad de Liverpool, que cuenta con la Bandera Verde desde 2003, y que contiene parterres ornamentales y monumentos conmemorativos de personas notables de la ciudad.

## Historia
Los jardines se encuentran en una antigua zona de brezales conocida como The Great Heath, que siguió existiendo hasta mediados del siglo XVIII. A medida que Liverpool crecía, el terreno se fue edificando, y hacia finales del siglo XIX estaba completamente urbanizado. El terreno se inclinaba hacia el este de la ciudad en desarrollo y estaba expuesto a los vientos, lo que lo convertía en un lugar adecuado para los molinos de viento y para las líneas públicas de secado de la ropa. En 1749 se construyó en el lugar la primera Enfermería General de la ciudad, seguida por el Hospital de Marineros en 1752, un dispensario en 1778 y un manicomio en 1789. La industria también llegó al lugar; además de los molinos de viento, había fábricas de cuerdas, alfarerías, un patio de mármol y una hilera de hornos de cal.
Desde 1767, el terreno de la parte superior de la ladera era el cementerio de la ciudad, y en 1784 se construyó una iglesia dedicada a San Juan Bautista en el centro del cementerio. En 1854 el cementerio estaba lleno y la iglesia fue demolida en 1898. Mientras tanto, los demás edificios de la zona habían sido demolidos, las industrias cerradas y se había construido el St George's Hall, inaugurado en 1854. A principios del siglo XX se decidió ajardinar el antiguo cementerio. Los restos de la mayoría de los cuerpos fueron retirados y enterrados en otro lugar. El lugar fue remodelado e inaugurado en 1904 como "St John's Ornamental and Memorial Gardens". Los jardines fueron diseñados por el topógrafo de la corporación Thomas Shelmerdine. Además de la creación de parterres, se erigieron estatuas y monumentos conmemorativos en los jardines.

## Monumentos
Los jardines contienen siete estatuas conmemorativas, cada una de las cuales está registrada en la Lista del Patrimonio Nacional de Inglaterra como edificio catalogado de grado II. El monumento a Rathbone conmemora a William Rathbone, fallecido en 1902, aunque el monumento fue realizado en 1899. Fue creado por George Frampton, y consiste en una figura de bronce con túnica que se alza sobre un pedestal de piedra. Su inscripción señala que Rathbone fundó el movimiento de enfermería de distrito y los precursores de las universidades de Liverpool y Gales del Norte. El monumento a Gladstone es en memoria de W. E. Gladstone, antiguo primer ministro, que nació en Liverpool y murió en 1898. El monumento data de 1904 y fue realizado por Thomas Brock. Consiste en una figura de bronce de Gladstone que sostiene libros y un rollo de pergamino, sobre un pedestal de piedra que contiene tallas de figuras femeninas que representan la Verdad y la Justicia. El monumento a Balfour conmemora a Alexander Balfour, empresario y filántropo que murió en 1886. El monumento data de 1889, fue esculpido por Albert Bruce-Joy y consiste en una figura de bronce sobre un pedestal de piedra. El monumento a Lester es en memoria del canónigo mayor Thomas Lester, fallecido en 1903, que fundó obras de caridad para niños en Liverpool. Fue realizado por George Frampton, erigido en 1907, y representa una figura de bronce que sostiene a un niño, de pie sobre un pedestal de piedra. El monumento a Nugent conmemora a James Nugent, un sacerdote católico que trabajó con el bienestar de los niños. El monumento está fechado en 1906, fue creado por F. W. Pomeroy, y consiste en una figura de bronce en actitud de bendecir, y un niño harapiento, ambos de pie sobre un pedestal de piedra decorado con una corona de bronce. El monumento a Forwood es en memoria de Sir Arthur Forwood, un empresario y político local, que murió en 1898. El monumento se erigió en 1903, fue realizado por George Frampton y, de nuevo, es una figura de bronce sobre un pedestal de piedra. También en los jardines hay un monumento que conmemora el servicio del Regimiento del Rey en la Guerra de Sudáfrica. Está fechado en 1905 y fue esculpido por Sir W. Goscombe John. Es de piedra blanca con una corona de bronce, e incluye la figura de Britannia, objetos militares, soldados de pie y un tamborilero. También están catalogados en el Grado II los muros de piedra y los pilares de las puertas que rodean los jardines. Datan de 1904 y fueron diseñados por Thomas Shelmerdine.